# Pierre Émile de Crisenoy
Ne pas confondre avec Pierre de Crisenoy (1888-1957), un homme de lettres.
Pour les articles homonymes, voir Crisenoy (homonymie).

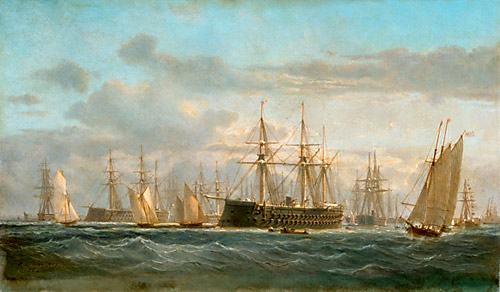
Navires de guerre dans la rade de Cherbourg, 1866.

Pierre Émile de Crisenoy, né le 25 juin 1827 à Crisenoy dans le département de Seine-et-Marne, et mort le 9 juillet 1902 en son domicile dans le 8e arrondissement de Paris, est un artiste-peintre français qui a obtenu le titre de peintre officiel de la Marine en 1867.

## Biographie
Il a étudié avec Jean-Baptiste Henri Durand-Brager.

## Œuvres
- Navires pris dans les glaces, Paris, Musée national de la Marine[3]